# SNCB I10

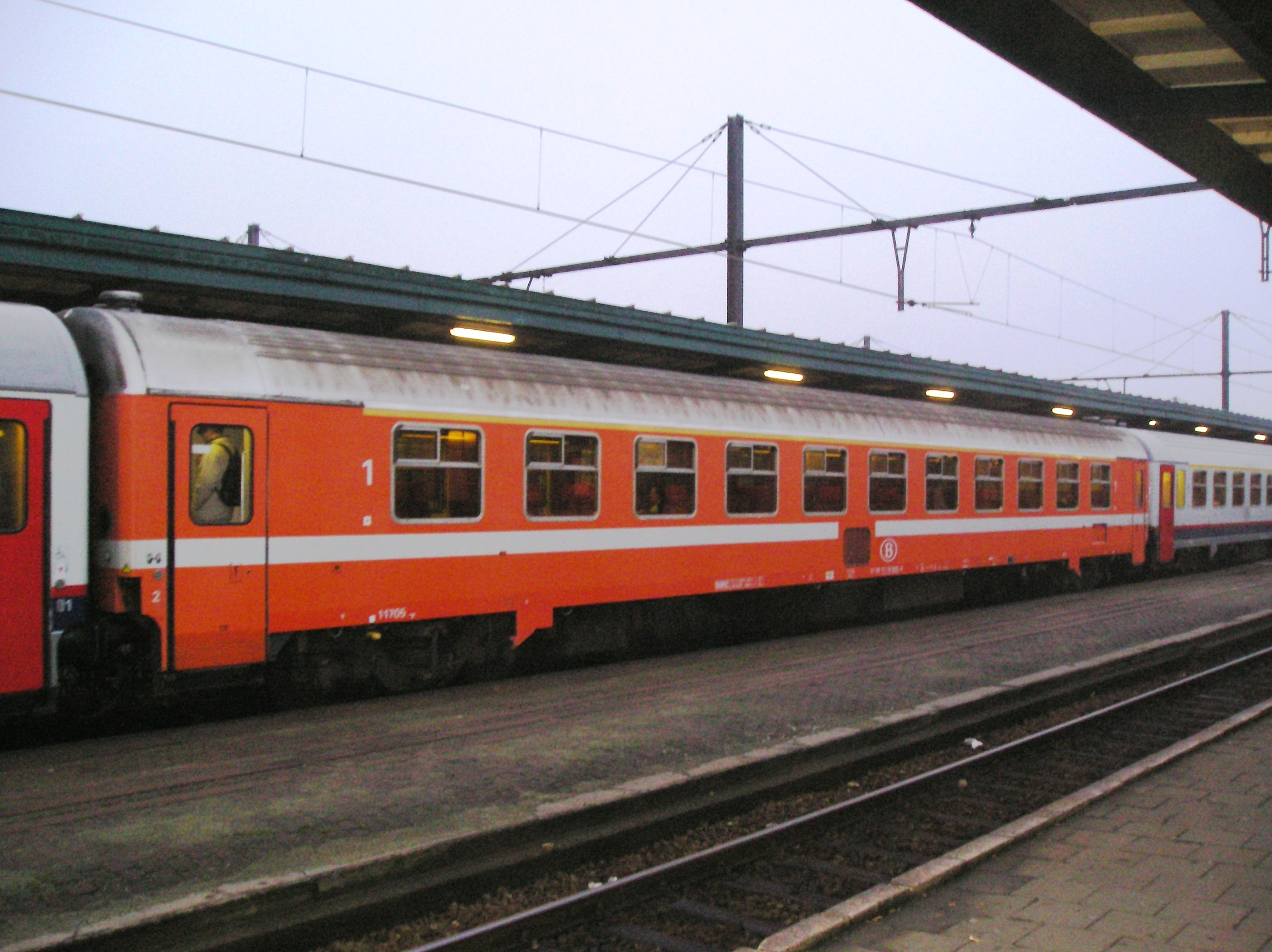
Ein I 10 der ersten Klasse im Bahnhof Gent-Sint-Pieters, 2005

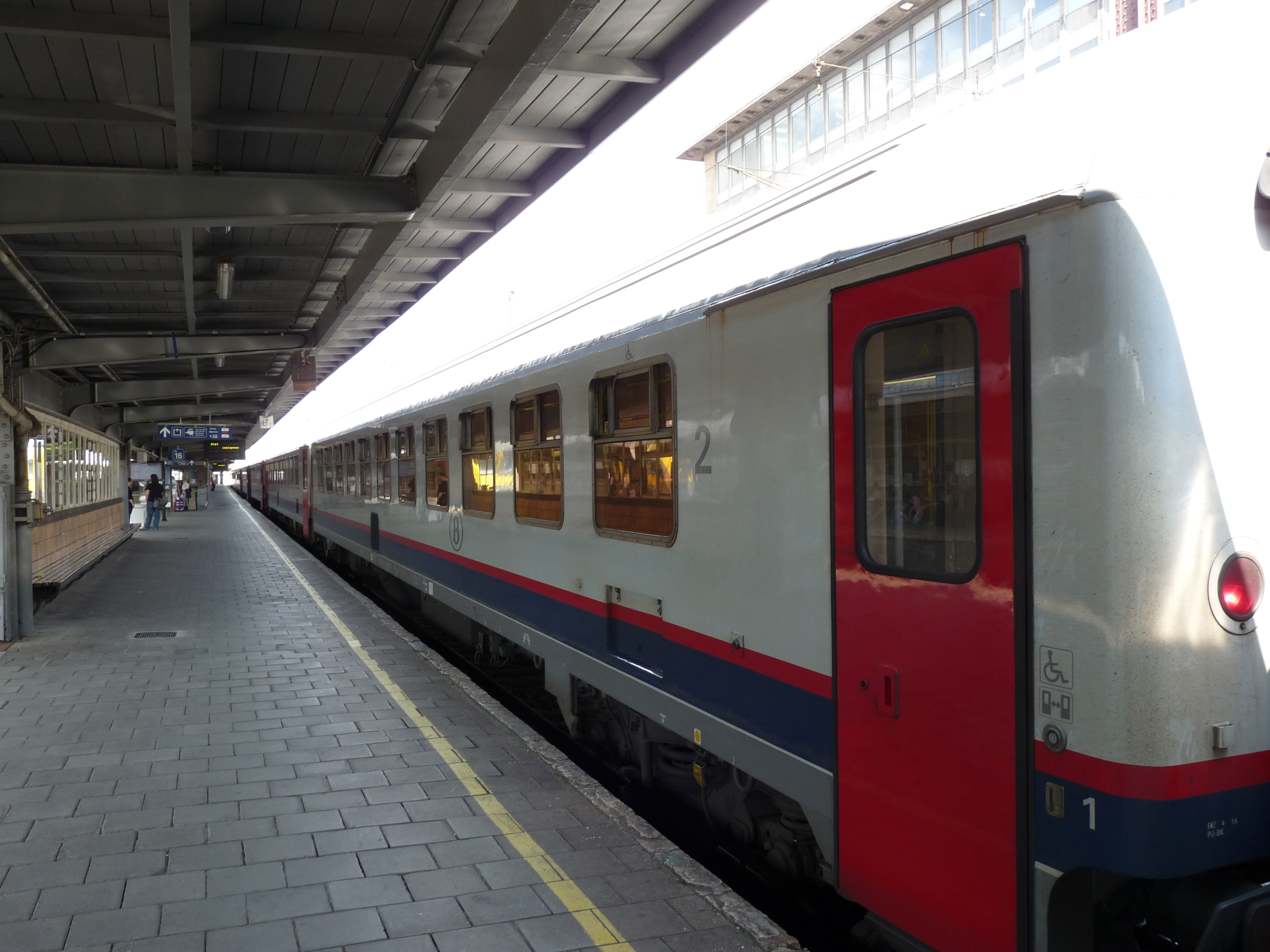
Ein I10 der zweiten Klasse im Bahnhof Bruxelles-Midi/Brussel-Zuid, 2016

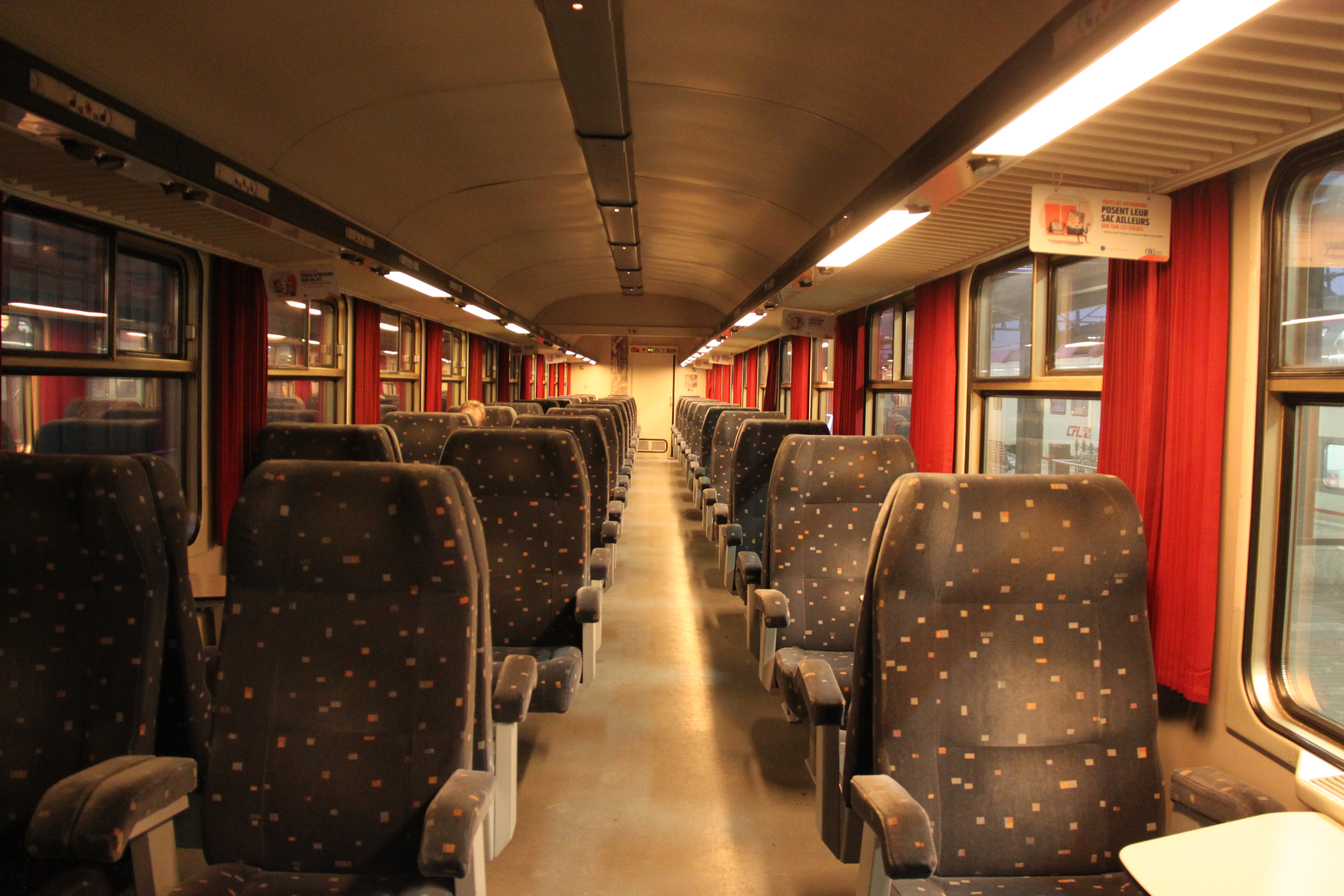
Innenraum erste Klasse, 2015

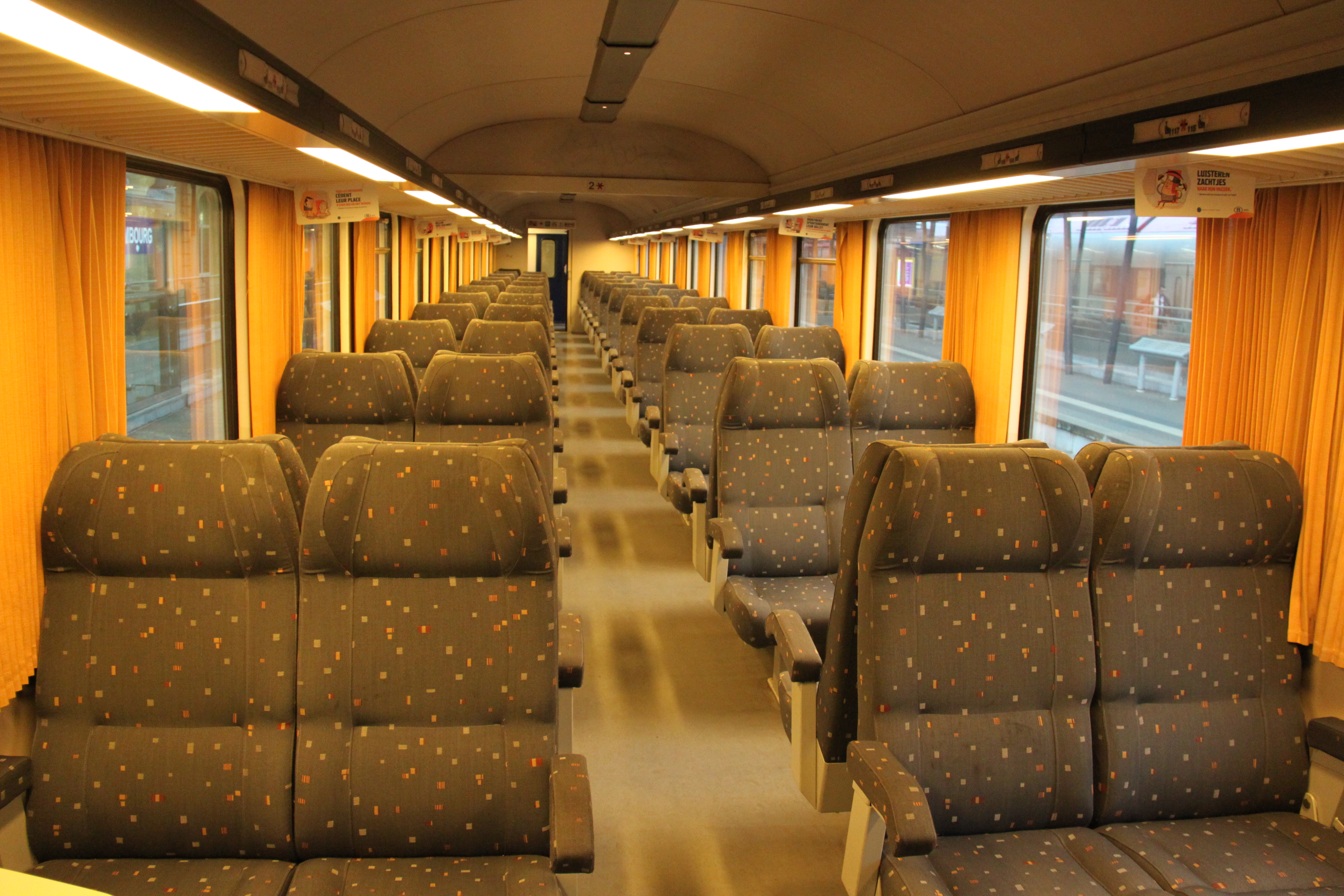
Innenraum zweite Klasse, 2015

Die Gattung I10 sind eine Serie von ursprünglich 95 Schnellzugwagen der Nationalen Gesellschaft der Belgischen Eisenbahnen (NMBS/SNCB), die in den Jahren 1987 und 1988 hergestellt wurden. Die 15 Erste-Klasse-Wagen des Typs A11t bieten 66 Sitzplätze, die 80 Zweite-Klasse-Wagen des Typs B11t haben 86 Sitzplätze.

## Geschichte
Abgeleitet von den Eurofima-Wagen aus den 1970er Jahren ließ die NMBS/SNCB in den 1980er Jahren den I10 entwickeln. Sein Wagenkasten entspricht weitgehend dem Vorbild, jedoch sind die Nachbauten zum einen als Großraumwagen ausgeführt und zum anderen teilweise nicht klimatisiert. Zudem fehlt ihnen die Schürze unter den seitlichen Längsträgern. Zwischen den Türen befinden sich jeweils elf 1200 Millimeter breite Fenster zuzüglich die der Toiletten auf einer Wagenseite. Bei den Wagen ohne Klimatisierung wurden die, aus den M4-Wagen bekannten, üblichen Fenster mit Schiebeluke eingebaut, wie sie für belgische Inlandswagen typisch sind. Die 35 Wagen der zweiten Klasse mit Klimaanlage besitzen hingegen feststehende Fenster. Bei ihrer Auslieferung waren die Wagen in der Eurofima-C1-Lackierung orange lackiert, dann wurden sie modernisiert und erhielten die neuen SNCB-Farben grau-weiß mit blau-roter Linie. Es gibt auch einige Wagen, die im Design des Eurocity Memling lackiert sind.
Eingesetzt wurden die I10 ursprünglich im internationalen Verkehr nach Italien, Deutschland und in die Schweiz. Nach der Einstellung der meisten internationalen Züge sind sie nur noch im Inlandsverkehr anzutreffen. Im Jahr 2010 wurde eine Reihe von Wagen für eine Höchstgeschwindigkeit von 200 km/h ertüchtigt. Dies ermöglichte ihren Einsatz auf der Linie IC A (Oostende-Eupen) und der Linie IC O (Brussels-Visé) auf der Hochgeschwindigkeitsstrecke HSL 2. Seit Dezember 2010 werden sie, zusammen mit I11-Wagen, als Verstärker auf diesen Linien eingesetzt.

## I10 Resto und Bar-Disco SR3
Aufgrund wiederholter technischer Probleme der Resto-Wagen, das heißt der von den SNCF gebraucht erworbenen Grill Express-Wagen, entschied sich die SNCB im Jahr 2000, vier klimatisierte B11t in Speisewagen umzubauen. Sie sind in einem blauen Farbschema mit Resto-Logo lackiert und können 200 km/h fahren. Ein fünfter klmatisierter B11t ist der 2002 durch Umbau entstandene Bar/Disco-Wagen SR3. Er hat eine weiß-graue Farbgebung mit tanzenden Figuren und wird in Charter- sowie Nachtzügen (TTC Bergland Express und NMBS Treski) eingesetzt. Seine Höchstgeschwindigkeit beträgt ebenfalls 200 km/h.

## Einsatz
Im Fahrplanjahr 2019 wurden die Wagen in folgenden Zügen eingesetzt:
IC-01 Oostende–Eupen
Zusätzlich zu den I11-Wagen auf dieser IC-Linie werden normalerweise ein oder mehrere HSL-geeignete I10-Wagen pro Zug verwendet.
IC-16 Brüssel–Luxemburg
Es gibt fünf Zuggarnituren, die aus mehreren I10-Wagen bestehen.
IC-33 Liers–Lüttich–Luxemburg
Diese Züge, die von einer CFL 3000 (siehe SNCB-Reihe 13) gezogen werden, bestehen aus vier bis sechs I10-Wagen.
Piekuurtrein    
Zwei P-Züge Visé–Brüssel-Süd. Zusätzlich zu den I11-Wagen in dieser IC-Verbindung werden normalerweise ein oder mehrere HSI-geeignete I10-Wagen pro Zug verwendet.
Morgens ein P-Zug Huy–Namur und am Nachmittag ein P-Zug Namur–Huy–Lüttich. Dieser besteht aus einer HLE 27 und fünf I10-Wagen.